# Protestas contra el confinamiento por la pandemia de COVID-19
Las protestas contra las respuetas tomadas por los gobiernos para frenar la expansión de la pandemia de COVID-19 como la cuarentena, toque de queda y aislamiento fueron manifestaciones, disturbios y saqueos en varias parte del mundo contra las políticas de inmovilización social y sus respectivas consecuencias.
Las protestas más significantes se desarrollaron en América, y Europa. La mayoría han sido esporádicas, aunque reciben el apoyo de algunos grupos políticos de diferentes ideologías. Además de los grupos vulnerables, las protestas también tienen presente el descontento de sanitarios por la ineficacia de sus respectivos gobiernos para garantizarles seguridad y evitar un colapso en los sistemas de salud.
El Fondo Monetario Internacional el 15 de abril de 2020 advirtió en su informe semestral que la crisis económica por el coronavirus originaría oleadas de disturbios como las desarrolladas en 2019 en varias partes del mundo, ante la posible percepción de que las políticas de recuperación económica son insuficientes o solo favorecen a los más ricos. Facebook comunicó que eliminaría todo contenido que hiciera apología a las protestas contra la inmovilización social, el propio Mark Zuckerberg calificó las difusiones de las protestas por redes sociales de «información errónea dañina».

### Cuarentena mundial

Países del mundo bajo algún tipo de cuarentena a 29 de noviembre de 2020:
Bloqueo nacional
Bloqueo subnacional
Bloqueo nacional anterior
Bloqueo subnacional anterior
Sin bloqueo o sin datos

## Por territorio durante 2020

### África

#### Costa de Marfil
En Costa de Marfil un grupo de manifestantes destruyó un centro de testeos de coronavirus que se estaba construyendo en Abiyán, argumentando que se trataba de una zona residencial y que amenazaba la salud de sus habitantes.

#### Kenia
El 28 de marzo se registraron disturbios en la isla de Mombasa, tras el intento de varios ciudadanos de tomar el último transbordador a territorio continental, la policía intervino con gas lacrimógeno. El 17 de abril durante una distribución de alimentos se registraron incidentes en Nairobi, aunque fueron dispersados por la policía.

#### Malaui
El 17 de abril en Malaui comerciantes fueron reprimidos por la policía en Blantyre y Mzuzu, durante una protesta contra el confinamiento, el gobierno fue acusado de no idear un plan económico para amortiguar las consecuencias del confinamiento, el Tribunal Supremo de Malaui ordenó al gobierno que la medida de cuarentena sea aplazada al menos siete días. La Corte Suprema de Malaui prohibió al gobierno implementar una cuarentena de 21 días haciendo lugar a la acción de amparo presentada por la Coalición de Defensores de los Derechos Humanos, argumentando que se necesitaban más consultas para evitar daños a los más pobres y vulnerables. Pequeñas protestas se habían organizado antes del fallo, en al menos tres ciudades principales.

#### Níger
El 21 de abril el gobierno detuvo a cien personas y encarceló a 10 personas participante en las protestas contra el confinamiento obligatorio.

#### Nigeria
Un grupo de al menos veinte pacientes con coronavirus forzaron su salida de una instalación de aislamiento para protestar contra una supuesta atención inadecuada y las medidas adoptadas por el gobierno, porque creían que empeoraban su salud. Los trabajadores en una obra de construcción se amotinaron contra la cuarentena, debido a que les impedía trabajar en la construcción de una refinería del multimillonario Aliko Dangote.

#### Sudáfrica
Surfistas protestaron contra las normas sanitarias alegando que las mismas autorizaban el ejercicio físico pero no las actividades acuáticas.

### América

#### Argentina
En Argentina hubo numerosas protestas contra el gobierno por las medidas de aislamiento y encierro. Entre el 16 de marzo y el 7 de junio de 2020 ya había habido hubo 489 protestas sociales en las calles. Cuando se cumplieron dos años del ASPO, miles de personas se manifestaron con cacerolazos y diversas protestas en el Obelisco en la Ciudad Autónoma de Buenos Aires y en otros puntos del país, por la “libertad” y en contra del “encierro”. En agosto hubo una multitudinaria manifestación con decenas de miles de personas contra el gobierno de Alberto Fernández que rodearon el Obelisco en Buenos Aires y en otras ciudades contra el aislamiento obligatorio y sus consecuencias.  En octubre hubo otra masiva protesta contra el confinamiento y un banderazo masivo contra el gobierno. En febrero de 2021 hubo masivas protestas en todo el país  tras conocerse el escándalo por vacunatorio VIP en el Ministerio de Salud de Argentina.
Se desarrolló un movimiento anticuarentena, formado por personas opuestas a la cuarentena, y varios grupos negacionistas; se los pudo ver reivindicando la figura del dictador Jorge Rafael Videla. En una marcha de 100 personas frente al obelisco en la Ciudad de Buenos Aires varios médicos fueron agredidos por manifestantes anticuarentena tras una marcha promovida por la oposición. Uno de los organizadores de las manifestaciones, Ángel José Spotorno, se contagió y murió de COVID-19 el 16 de junio. El gobierno acusó a algunos medios de comunicación[¿cuál?] de haber promovido el movimiento anticuarentena. Por su parte, Facebook decidió remover los anuncios de eventos que convocaran a la gente a romper la cuarentena.
El 9 de julio manifestantes protestando contra la cuarentena agredieron a periodistas que estaban cubriendo la manifestación.
El 17 de agosto se dieron protestas en varias ciudades de Argentina y Uruguay, denominadas 17A, contra las políticas sanitarias adoptadas, el proyecto de reforma judicial, el aumento en el delito, entre otras causas.

#### Brasil
El 19 de abril en varios estados se registraron manifestaciones pidiendo cesar la cuarentena a sus respectivos gobernadores, además de solicitar una intervención militar para cerrar el Congreso, el presidente Jair Bolsonaro participó en las protestas. Jair Bolsonaro también animó a sus seguidores a invadir los hospitales públicos. En mayo el Ministerio Público brasileño comenzó a investigar los casos de invasiones a hospitales para pacientes con coronavirus y las agresiones médicos registradas por bolsonaristas contra el personal sanitario. Bolsonaristas anticuarentena atacaron una protesta de enfermeros en Brasilia que reclamaba por las muertes del coronavirus y ajuste salarial.

#### Bolivia
El 8 de abril en el campo de cuarentena Tata Santiago en la frontera con Chile, un grupo que era trasladado, se alzaron y comenzaron a lanzar piedras a los militares, escapando con un fusil que fue recuperado en Chile. Posteriormente se darían marchas masivas por la situación social y económica

#### Colombia

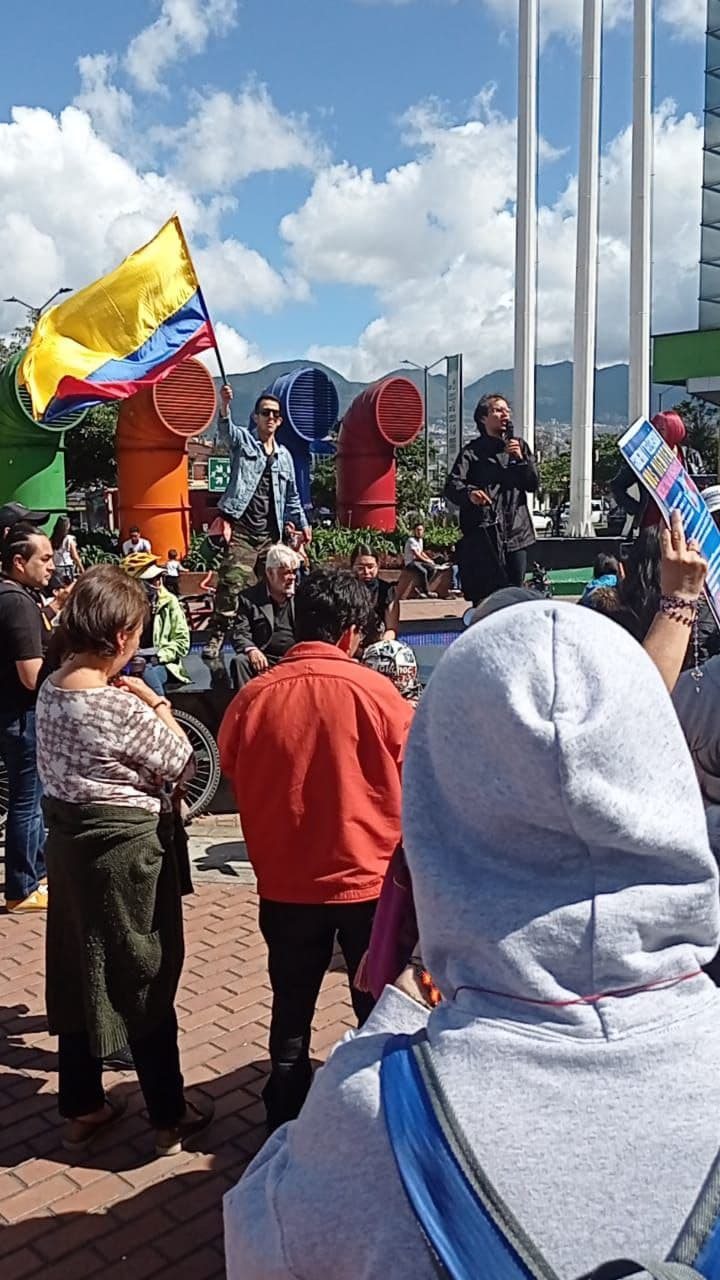
Manifestaciones Anti Covid llevada a cabo el 6 de noviembre de 2021 en el Centro Comercial Centro Mayor
en Bogotá.

El 24 de marzo en los departamentos de Meta y Guaviare se presentaron disturbios por habitantes que no pueden movilizarse debido al bloqueo de autopistas.
Desde el 6 de abril se registran disturbios y manifestaciones violentas, iniciado en Bogotá por personas que reclaman falta de apoyo económico ante la cuarentena, en Medellín, Cali y Bogotá se registraron saqueos a centros de alimentos y cacerolazos contra el gobierno. El 15 de abril en Santa Rosa de Cabal médicos se manifestaron por falta de garantías. En Fundación se declaró toque de queda del 20 al 21 de abril. El 17 de abril, Iván Duque los calificó de «vivarachos que pretenden generar odio de clase», ese mismo día en Ciudad Bolívar, se inició un disturbio, resultando en cuatro heridos.
El 15 de junio, varias personas se concentraron el sector de Quinta Paredes, en Teusaquillo, Bogotá, para protestar en contra de la cuarentena declarada por la alcaldesa Claudia López Hernández, donde se cometieron ataques a varios locales comerciales y una estación de TransMilenio.
El 11 de agosto de 2021 se presentaron protestas en la sede del Ministerio de Salud en Bogotá protestando por el Plan Nacional de Vacunación implementado por él gobierno nacional, en las cuales un grupo de 50 personas participaron, posteriormente el 27 de agosto y el 18 de septiembre se llevó a cabo plantones en otras ciudades del país.

#### México

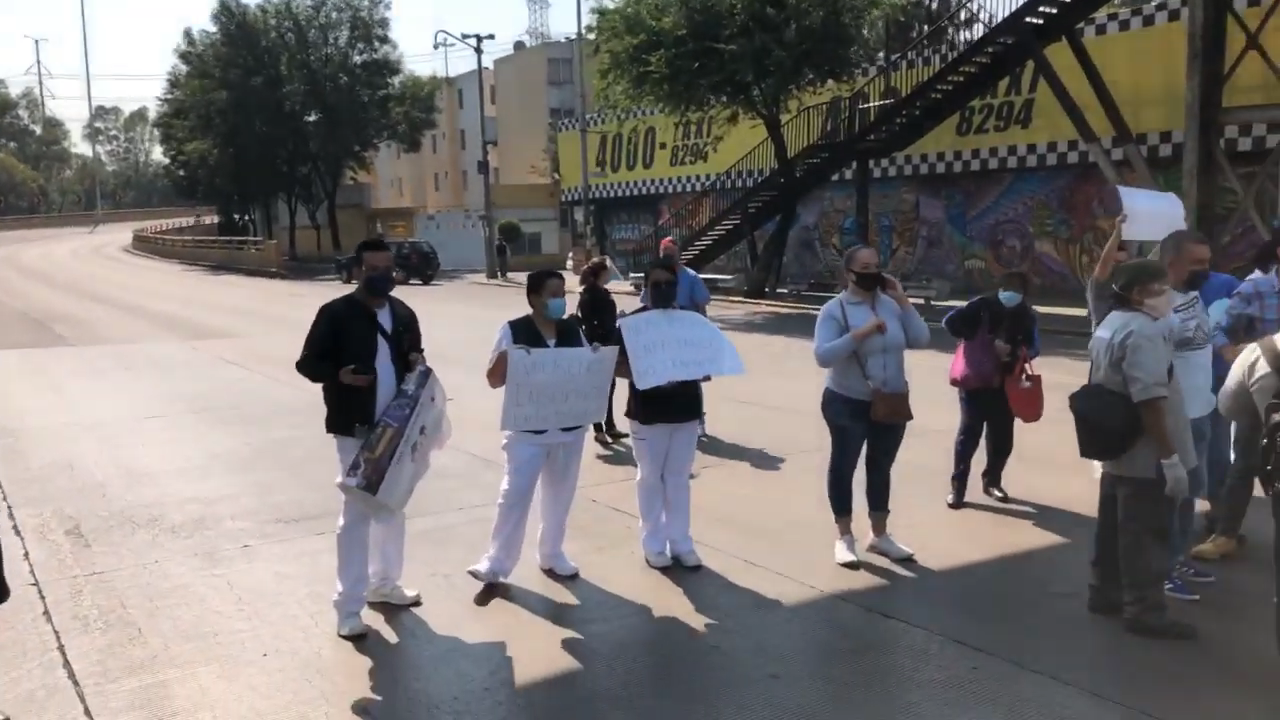
Protesta por falta de insumos médicos en el Centro Médico Nacional La Raza del IMSS.

Desde inicios de marzo, médicos y enfermeros han reclamado mayor seguridad sanitaria en su trabajo. El 2 de abril, la policía se enfrentó con comerciantes de Cuajimalpa, en la Ciudad de México ante la negativa de acatar el cierre de sus negocios.

#### Estados Unidos
El 15 de abril, se llevó a cabo una protesta («Operación Gridlock») en Lansing, Míchigan, al noreste de Estados Unidos, contra la extensión de la gobernadora Gretchen Whitmer de la orden de permanencia en el hogar. Entre 3.000 y 4.000 personas se unieron a la protesta y varios miles de automóviles y vehículos comerciales bloquearon la Avenida Capitol y otras calles que rodean el Capitolio estatal. Las protestas en Lansing iniciaron oleadas de manifestaciones en los estados de California, Colorado, Indiana, Kentucky, Carolina del Norte, Ohio (aquí ya había registrado protestas desde el 9 de abril), Oregón, Pensilvania, Texas y Washington. Donald Trump tuiteó el apoyo a los manifestantes en todo el país en un intento por «liberar» a los estados de las órdenes de bloqueo dados por sus gobernadores, el escritor de asuntos económicos Stephen Moore comparó a los manifestantes con las revueltas de Rosa Parks, activista por el movimiento por los derechos civiles en Estados Unidos.

#### Paraguay
Debido al aumento de casos el 29 de julio de 2020, el departamento de Alto Paraná regresó a cuarentena. Esto produjo disturbios en la capital del Alto Paraná y ciudades aledañas. Resultando en más de 60 detenidos, además de saqueos, destrozos, quema de vehículos y heridos por armas de fuego.

#### Perú
Desde el 17 de abril se registraron manifestaciones de médicos en Lima pidiendo apoyo a su labor. El 20 de julio, la ministra de Salud Pilar Mazzetti había anunciado una posible nueva cuarentena.

#### Panamá
El 28 de marzo se reportaron saqueos esporádicos en los corregimientos capitalinos de Curundú y Río Abajo, resultando en dos policías heridos y la captura de cuatro personas.

#### Venezuela
El 17 de abril se reportaron protestas y marchas en los estados Falcón, Guárico, Cojedes, Portuguesa y Barinas por la falta de combustible y la prohibición de transportar los productos comestibles del campo a raíz de la cuarentena. El diario El Pitazo registró protestas menores por la misma situación desde el 1 de abril.

### Asia

#### Afganistán
En Afganistán, gran parte de la población piensa que la enfermedad es un estigma que indica que Dios no está complacido con esa persona y se niega a ser testeada o separada de la familia en caso de contagio. En marzo, alrededor de 40 pacientes internados por coronavirus en un hospital de la provincia de Herat, atacaron al personal médico y se escaparon para evitar la cuarentena.

#### China
Los propietarios de pequeñas tiendas protestaron por la continuación de los cargos de alquiler fuera de los grandes almacenes Grand Ocean en Wuhan, cantando "Exento de alquiler por un año o reembolso del alquiler". Los videos de la manifestación se publicaron en la plataforma de redes sociales Sina Weibo, pero fueron rápidamente censurados. Una mujer fue arrestada y enfrenta cargos penales después de intentar reunir a unas 100 personas para protestar por la mala gestión y las provisiones sobrevaloradas durante el cierre. Fue acusada de "provocar riñas y provocar líos", delito normalmente utilizado para detener a disidentes y activistas sociales. 
En 2022 comenzaron las protestas y marchas públicas en ciudades como Urumqi y Guangzhou en respuesta a la política continua de cero COVID del gobierno chino. En Shanghái, cientos corearon "¡Renuncia, Xi Jinping! ¡Renuncia, Partido Comunista!".

#### Hong Kong
Las tácticas del movimiento prodemocrático se reutilizaron para presionar al gobierno a tomar medidas más enérgicas para salvaguardar la salud pública de Hong Kong frente al brote de coronavirus en Hong Kong. 
Los manifestantes exigieron que se prohibiera la entrada a Hong Kong a todos los viajeros procedentes de China. Del 3 al 7 de febrero de 2020, el personal del hospital inició una huelga laboral con el mismo objetivo. La huelga no tuvo éxito ya que Carrie Lam rechazó el cierre total de la frontera. 
La gente respondió negativamente al intento del gobierno de establecer centros clínicos y de cuarentena en barrios cercanos a los residentes y marcharon para expresar su descontento o bloquearon caminos para frustrar los planes del gobierno en todo el territorio.

#### India
El 14 de abril en Bombay, trabajadores inmigrantes protestaron contra la cuarentena, la policía tuvo que reprimirlos.

#### Irak
En Irak debido a protestas religiosas se realizaron muy pocos tests.

#### Israel
El 17 de abril se registraron enfrentamientos en el barrio ortodoxo Mea Shearim de Jerusalén y la policía. El 20 de abril, se llevaron a cabo movilizaciones contra el primer ministro Benjamín Netanyahu, declarando que sus políticas eran «antidemocráticas».

### Europa

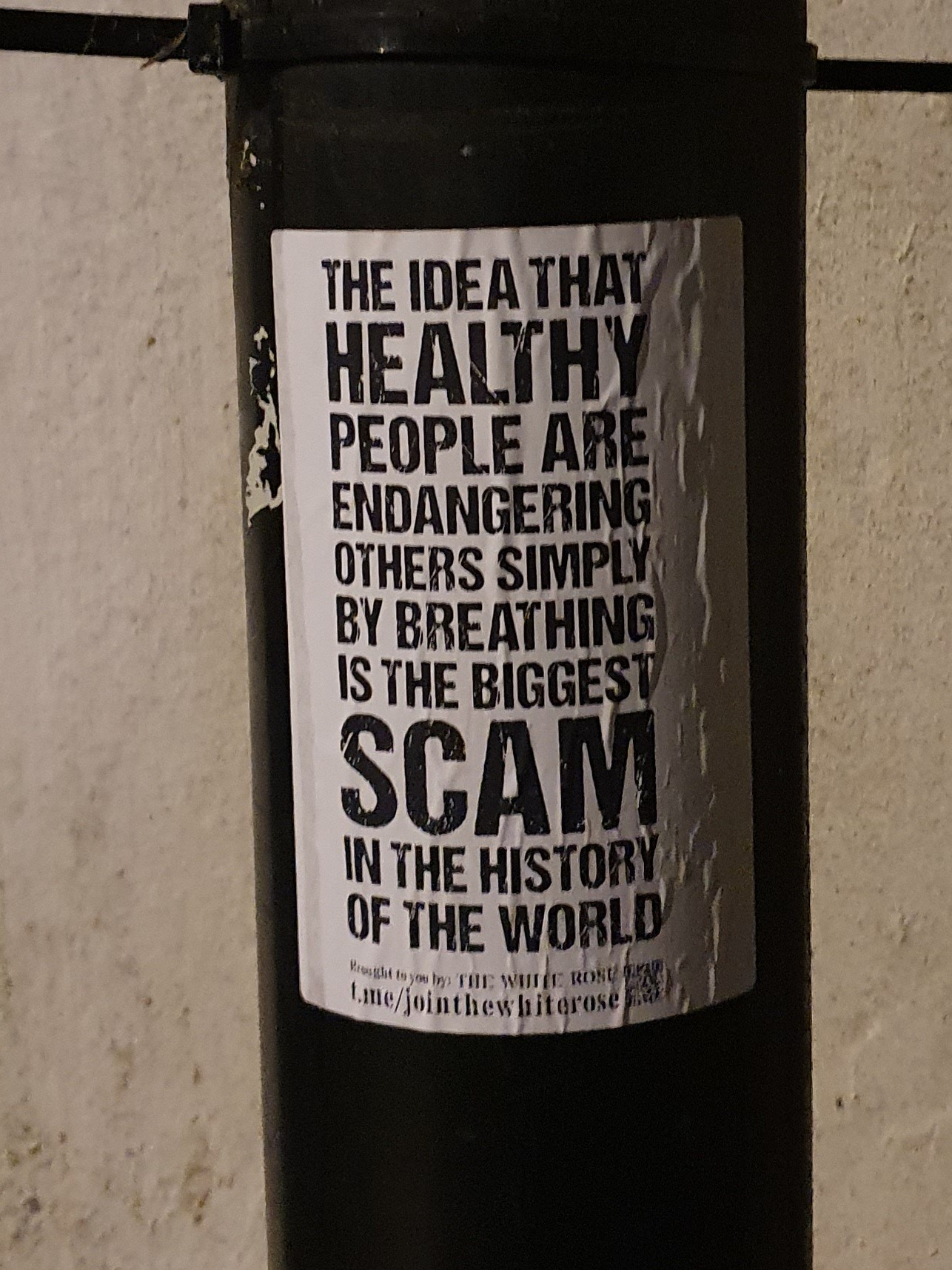
Pegatina de la Rosa Blanca en Cornwall, 2021

#### Alemania
El 5 de abril se registraron manifestaciones contra las políticas hacia los refugiados en Berlín y Fráncfort del Meno, con la frase «LeaveNoOneBehind» (en español: "no dejes a nadie atrás"). El 18 de abril, la policía arrestó a varios manifestantes en Berlín que protestaban contra las restricciones, algunos manifestantes denominaron a su marcha como «vigilia higiénica». El 20 de abril antisistemas se manifestaron en Berlín argumentando que los «derechos fundamentales están siendo restringidos».

#### España

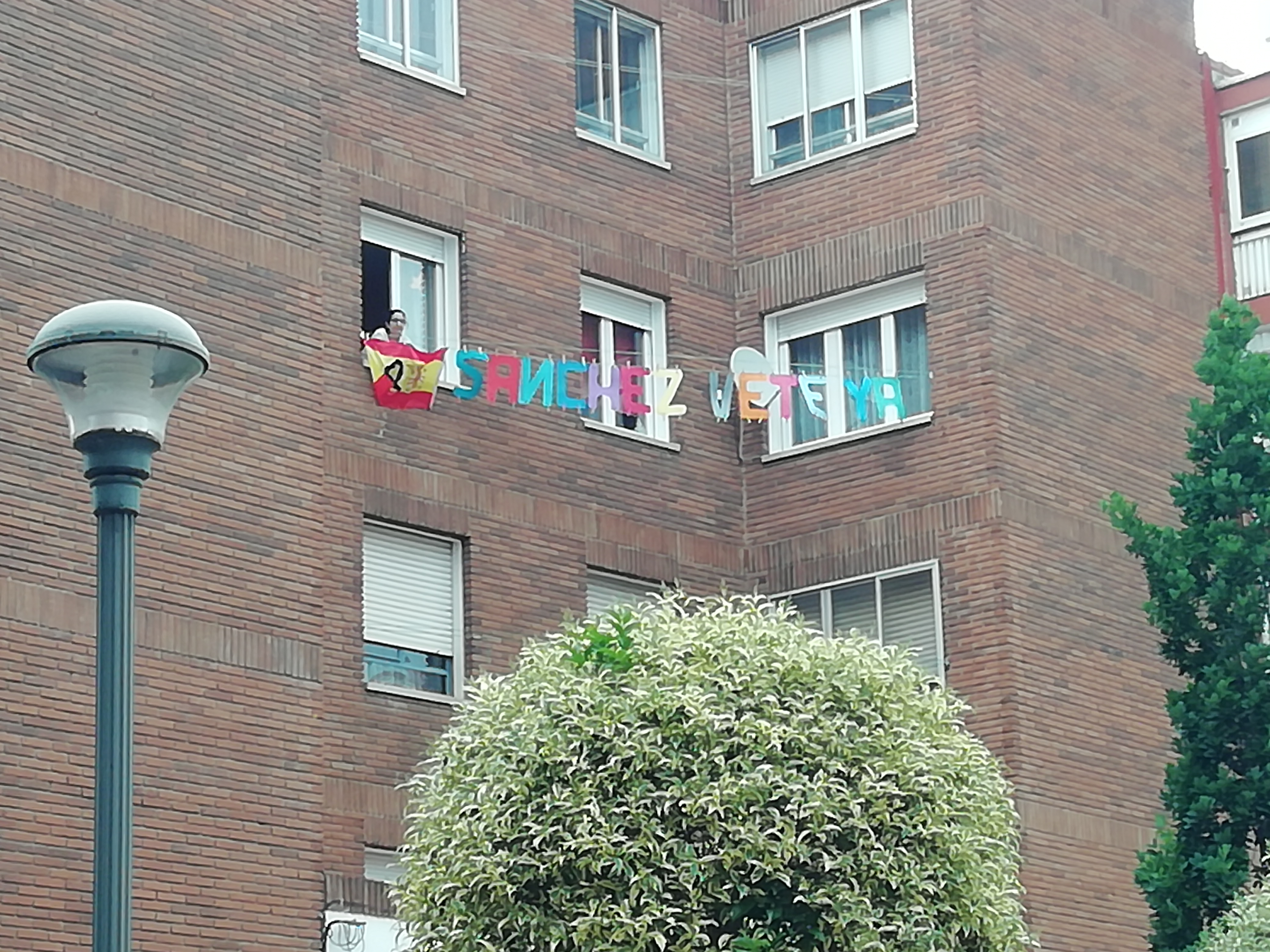
Protestas en Valladolid contra el gobierno, 9 de mayo de 2020.

Durante la cuarentena en España, se realizaron varias caceroladas en los balcones como protesta por la gestión de la pandemia, generalmente sobre las 21 horas, una hora después del aplauso sanitario. El 8 de abril, por redes sociales se convocó a una protesta virtual pidiendo la renuncia del presidente Pedro Sánchez.
El 17 de mayo se dieron protestas en el distrito de Salamanca de Madrid, especialmente en el entorno de la calle Núñez de Balboa, extendiéndose a otros barrios de la ciudad y a otras ciudades. Una gran presencia policial fue desplegada para asegurar que se conservase el distanciamiento social pues las protestas seguían estando permitidas durante el estado de alarma.
Las protestas, que también incluyeron concentraciones frente a la sede del PSOE y escraches en las viviendas de ministros como José Luis Ábalos o Pablo Iglesias e Irene Montero, fueron apoyadas por sectores de la ultraderecha, tanto mediática como política, como la asociación HazteOir, el canal de YouTube «Estado de Alarma», el partido Vox, que ha acusado al Gobierno de inacción, o la presidenta de la Comunidad de Madrid Isabel Díaz Ayuso. El PSOE, por su parte, llegó a acusar a la oposición de «desleal».

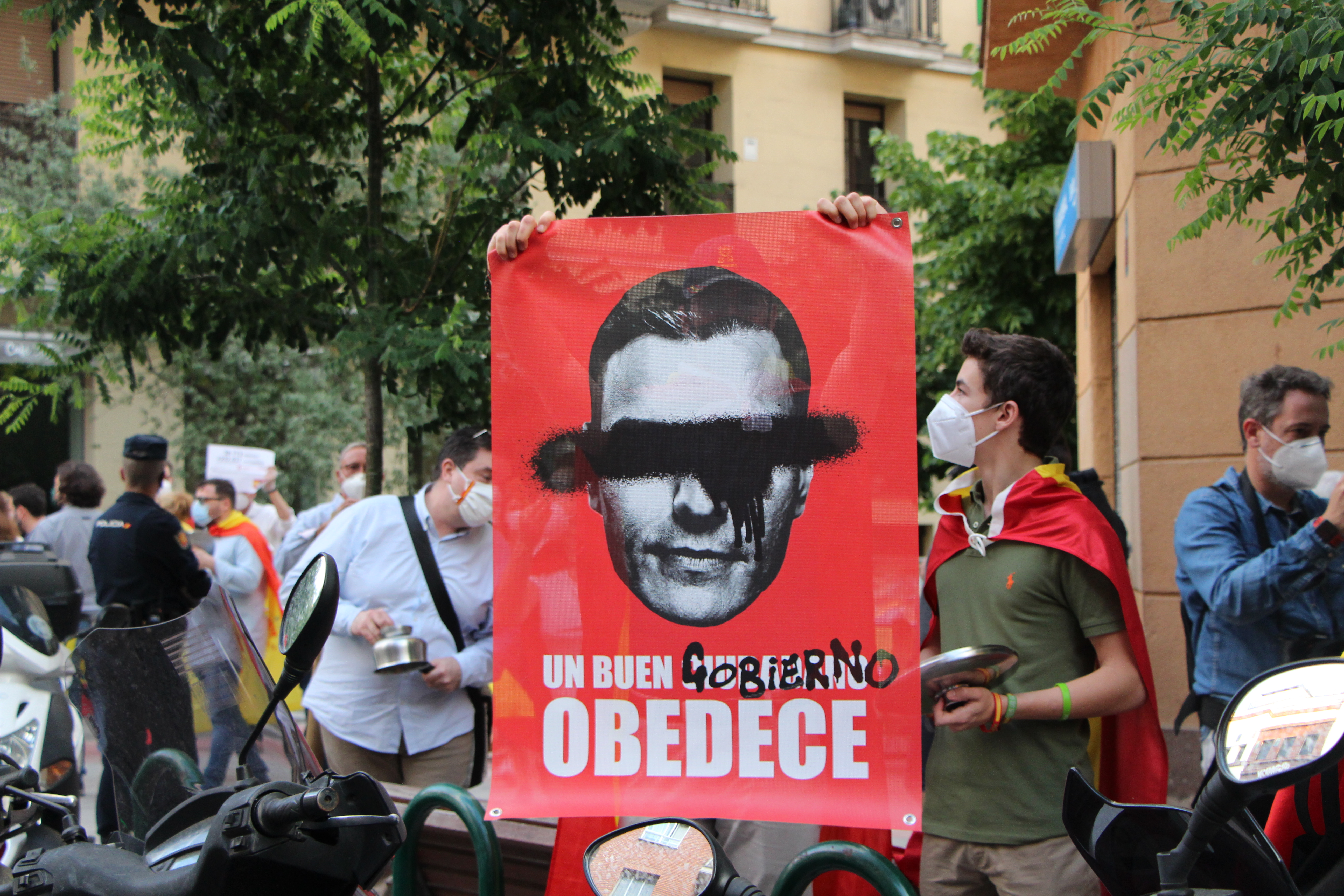
Protestas de HazteOir en la sede del PSOE, 19 de mayo de 2020. La pancarta muestra al presidente Pedro Sánchez como el "Gran hermano".

El 23 de mayo, simpatizantes de Vox, asistieron a protestas en Madrid y en otras capitales regionales, condujeron en convoyes para adherirse al distanciamiento social, encabezados por un autobús que transportaba al líder de Vox, Santiago Abascal, pidiendo la dimisión del presidente del gobierno Pedro Sánchez. Pese a esto, pudo verse a líderes del partido incumpliendo las medidas de seguridad.
Tras acabar el confinamiento y el Estado de alarma, aún se siguieron realizando varias protestas. El 20 de junio, los médicos se concentraron en la Puerta del Sol para homenajear a las víctimas de la COVID-19 y reivindicar su situación laboral. El 27 de junio, trabajadores del transporte sanitario convocados por UGT también se manifestaron en la Puerta del Sol pidiendo medidas de protección.
El 20 de septiembre, miles de personas salieron en la Comunidad de Madrid exigiendo la dimisión de la Junta a Isabel Díaz Ayuso, después del anuncio, dos días antes, de un cierre parcial calificado de «segregacionista» y que fomentaba la «estigmatización, exclusión y discriminación territorial». Para ese momento España se convertía en la zona más afectada de toda Europa.
Además surgieron protestas de movimientos anticuarentena, antimascarillas y negacionistas del COVID-19. El 16 de agosto, más de dos mil quinientas personas se manifestaron en la plaza de Colón de Madrid para criticar las medidas contra el coronavirus reprobando el uso obligatorio de la mascarilla y tildando de «falsa» la pandemia (catalogada por ellos como «plandemia»).

#### Rusia
El 18 de abril, se registraron manifestaciones contra las políticas de confinamiento, en Vladikavkaz, Osetia del Norte-Alania, reclamando que no podían guardar la cuarentena porque "no tenían con qué alimentar a sus familias".

#### Francia
El 19 de abril en un banlieue de Villeneuve-la-Garenne al noreste de París, se registraron disturbios que saldaron con un muerto, más manifestaciones se registraron en Aulnay-sous-Bois. El 20 de abril se registraron disturbios en Villeneuve, Asnières-sur-Seine y Gennevilliers.

#### Italia
El 23 de marzo, varios sindicatos llamaron a manifestarse contra la desigualdad en la paralización de empresas en la cuarentena. En la Italia meridional se reportaron disturbios y saqueos, la urbe más afectada fue Palermo. En Nápoles y Bari también se registraron protestas contra las políticas de aislamiento.

#### Grecia
En un campo de refugiados se provocó un incendio a raíz de disturbios por los pobladores locales, al enterarse de que una inmigrante iraquí había fallecido con fiebre, la población lo catalogó como COVID-19.

#### Suiza

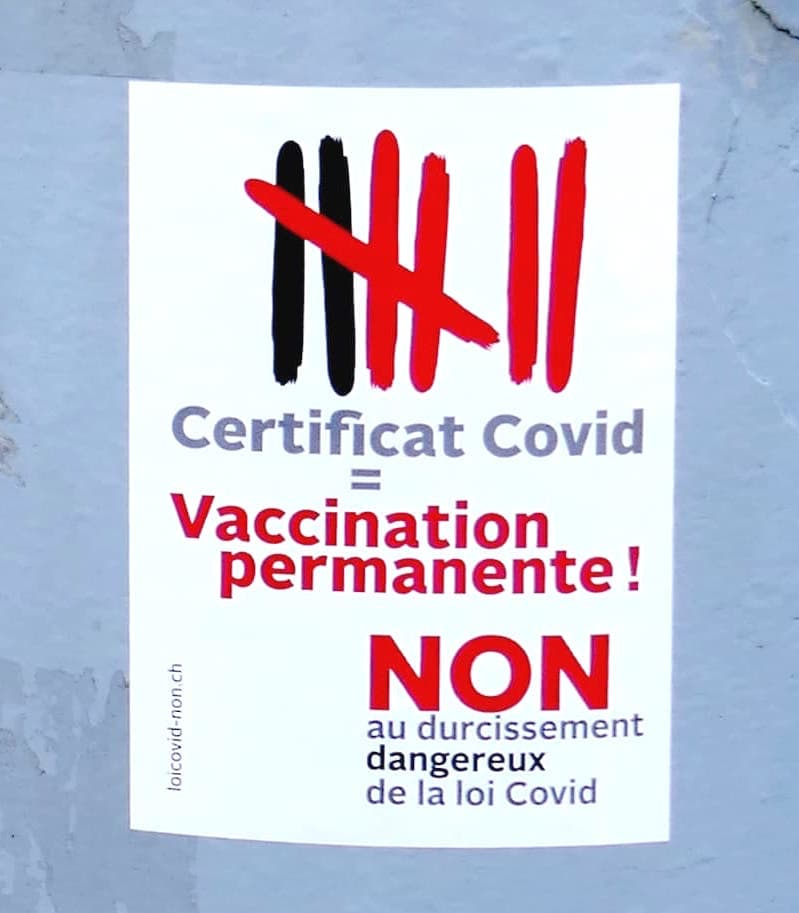
Oposición al certificado de Covid en Suiza, pegatina en Ginebra.

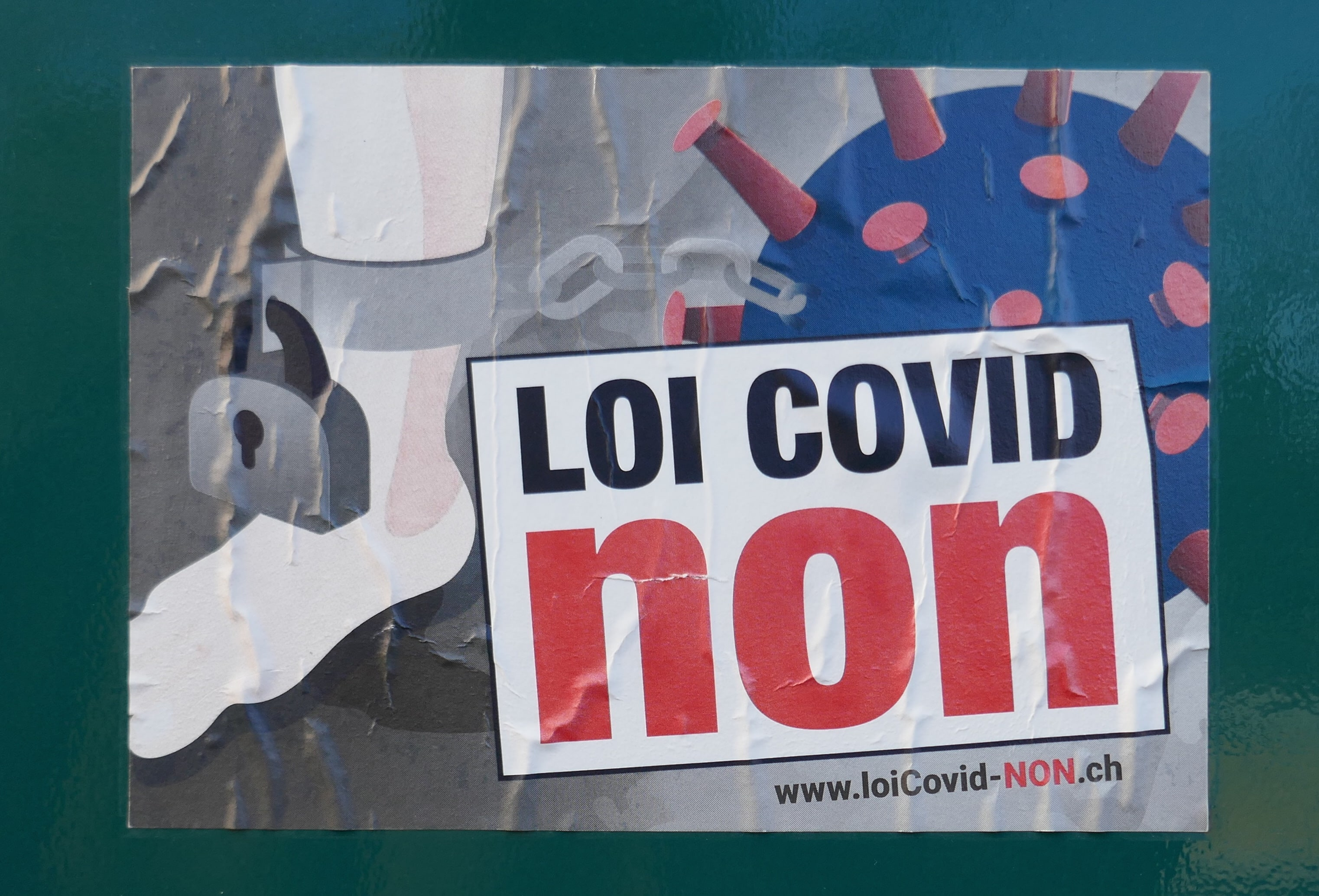
Oposición a la ley Covid en Suiza

El 11 de junio de 2020, el miembro del Consejo Cantonal de Zúrich Urs Hahn fue expulsado de su partido, los Verdes, por oponerse a la tesis de la gravedad de la pandemia. El 12 de septiembre de 2020, una manifestación contra las mascarillas, las medidas de confinamiento o las supuestas mentiras de los medios de comunicación reúne a un millar de personas en Ginebra en la Place des Nations, frente a la Naciones Unidas.  Las tres principales figuras de la oposición coronaescépticos en la Suiza francófona son la videógrafo web Chloé Frammery, Ema Krusi y Christian Tal Schaller. Los coronaescépticos y los opositores a las medidas para combatir la propagación de Covid-19 ocupan cada vez más la Oficina Federal de Policía (Fedpol). Las amenazas contra funcionarios federales van en aumento. En la Suiza alemana, el movimiento Mass-Voll! se hizo conocido por su oposición a las medidas sanitarias y posteriormente se transformará en un partido político que presentará candidatos en las elecciones federales de 2023.
En 2022, Pascal Najadi presentó una denuncia contra Alain Berset, acusándolo de haber mentido al decir que con el certificado Covid podríamos demostrar que no somos contagioso. Según él, este pase covid habría contribuido a crear una sociedad de dos velocidades, lo que sería contrario a la Constitución de Suiza.
El cineasta Daniel Künzi participa en una manifestación contra la ley Covid en 2021 en Ginebra y estrena en 2024 un documental ¡¿Totalitarismo suizo?! sobre el tema.
A partir de 2024, es decir, un año después de su salida del Consejo Federal, el ministro Ueli Maurer critica severamente las medidas de lucha contra la pandemia adoptadas por este mismo Consejo Federal·.

## Efectos
Amnistía Internacional pidió que a pesar de ser "tiempos extraordinarios (...) es importante recordar que el derecho de los derechos humanos sigue siendo aplicable» en referencias a las políticas que cortan la libertad de las personas, como el respeto al trabajador, el acceso universal a la salud y la libertad de expresión, en este último caso se refirió al inicio de brote en Wuhan donde «las autoridades locales silenciaron y amonestaron de inmediato" a los médicos que descubrieron la enfermedad por "difundir rumores" así como otros gobiernos que aprovechan la crisis del coronavirus para silenciar a sus detractores. Amnistía Internacional también llamó a que los gobiernos dejen de censurar cualquier crítica a las políticas de lucha contra la COVID-19 y literalmente «intervenir cuando millones de personas pasan hambre debido al confinamiento» por la cuarentena e inmovilización obligatoria.
Amnistía Internacional también rechazó las manifestaciones en Brasil contra la cuarentena donde se pedía la instauración de un régimen militar calificándolo de "un revés de dimensiones colosales," también reprochó al presidente Jair Bolsonaro por participar de dichas protestas.

## En la cultura popular
- Mysa, Distopía-19
- Kimto Vasquez, Kovidizm 2022
- HK, Danser encore[148]